# Ronald Ludington
Ronald Ludington (n. 4 septembrie 1934, Boston, Massachusetts, SUA – d. 14 mai 2020, Delaware, SUA) a fost un patinator artistic ce a reprezentat Statele Unite ale Americii, medaliat olimpic. A participat la o ediție a Jocurilor Olimpice (1960) în care a câștigat o medalie de bronz.

## Participări
Lista de mai jos prezintă principalele competiții la care a participat Ronald Ludington de-a lungul carierei.
- figure skating at the 1960 Winter Olympics – pairs skating[*]